# Macroclinium xiphophorus
Macroclinium xiphophorus es una especie de orquídea epifita originaria de América.

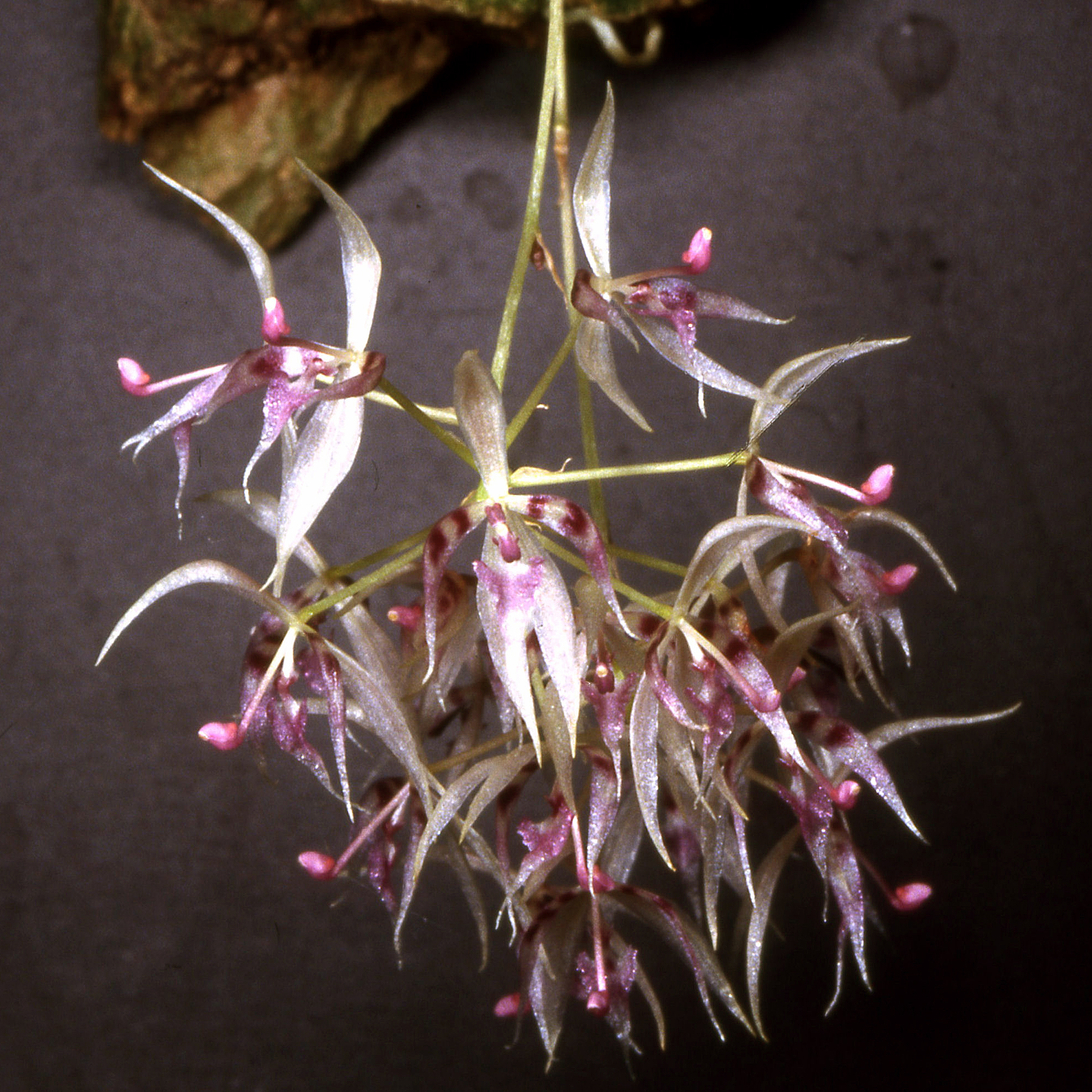
Inflorescencia

## Descripción
Es una orquídea de pequeño tamaño con hábitos de epifita que tiene pequeños pseudobulbos envueltos por las hojas moteadas de color púrpura, que aparecen en forma de abanico. Florece en una enjuta inflorescencia de 3 a 5 cm  de largo,  en el ápice, la floración y ramas aparecen durante muchas temporadas en la misma inflorescencia y ocurren en la primavera y el verano.

## Distribución y hábitat
Se encuentra en Colombia, Perú y Ecuador en elevaciones de 1000 a 1800 metros. 

## Taxonomía
Macroclinium xiphophorus fue descrita por (Rchb.f.) Dodson   y publicado en Icones Plantarum Tropicarum 10: t. 939. 1984.
Etimología
Macroclinium: nombre genérico que es una referencia a la gran extensión de la columna de sus flores.
xiphophorus: epíteto
Sinonimia
- Notylia xiphophorus Rchb.f.	 basónimo[3][4]